# Mikołaj ze Ściborzyc
Mikołaj ze Ściborzyc herbu Ostoja – dziedzic Ściborzyc w Małopolsce, jeden z fundatorów kościoła w Wysocicach.

## Życiorys
Mikołaj ze Ściborzyc ufundował dokończenie budowy kościoła w Wysocicach. Pierwotnym fundatorem świątyni był biskup krakowski Iwo z Końskich herbu Odrowąż, który zmarł w 1229 roku pozostawiając rozpoczętą budowę kościoła w Wysocicach. Prace zostały wznowione dzięki wsparciu Mikołaja ze Ściborzyc. Świadczy o tym fakt, że na portalu kościoła wyryto znak niemający nic wspólnego z rodem biskupa oraz zmiana wezwania świątyni z maryjnego na św. Mikołaja. Znak ten przedstawia godło herbu Ostoja. Mikołaj ze Ściborzyc miał dwóch synów - Ścibora i Strachotę, którzy po śmierci ojca sprzedali Ściborzyce klasztorowi cystersów w Szczyrzycu. Według dokumentu datowanego na dzień 14 maja 1252 roku transakcję tę zatwierdził książę Bolesław Wstydliwy.